# カルロス・グルペギ
カルロス・グルペギ（Carlos Gurpegui Nausia, 1980年8月19日 - ）はスペインのバスク地方にあるナバラ県パンプローナ出身の元サッカー選手。サッカー指導者。ポジションはMF（ボランチ）。

## 経歴
アスレティック・ビルバオのユース組織であるレサマの出身。2002年3月31日のビジャレアルCF戦でトップチームデビューを飾り、その後すぐにレギュラーのボランチとして定着した。
2002年9月1日に行われた薬物検査でナンドロロンの陽性反応を示したため、2003年11月3日にグルペギは2年間の出場停止処分を言い渡される。しかし、ナンドロロンは体内で自然に生成されたものだというグルペギ側の主張により、処分は当初保留となった。度重なる審議の結果、グルペギ側の主張は受け入れられず、グルペギは2006年4月24日から2年間の出場停止処分を受ける。一連の処分が決定したにもかかわらず、アスレティック・ビルバオは処分を受けたグルペギを解雇しなかった。また彼の背番号である18番も公式に登録され続けた。2008年4月27日、出場停止処分の解けたグルペギはレアル・マドリード戦で復帰するが、チームは0-3で敗れた。
復帰後は着々と出場機会を増やし、2009-10シーズンではレギュラーに返り咲いている。
15-16シーズン終了後にクラブ一筋のワンクラブマンとして現役引退。
2021-22シーズンにイマノル・デ・ラ・ソタ監督の下、アスレティックビルバオのBチームのアシスタントコーチに就任するも成績は振るわず、監督とともに解任される。しかし、後釜にCチームを率いていたパチ・サリナスが就任したため、グルペギが代わりに監督を務める事となった。
2023年5月30日、2023-24シーズンからセグンダ・フェデラシオンに所属するビルバオ・アスレティックを率いることが決定した。

## タイトル
アスレティック・ビルバオ
- スーペルコパ・デ・エスパーニャ 2015